# I-wu (Če-ťiang)
I-wu (čínsky pchin-jinem Yìwū, znaky zjednodušené 义乌, tradiční 義烏) je městský okres v městské prefektuře Ťin-chua v provincii Če-ťiang v Čínské lidové republice. Rozloha celého městského okresu je 1103 čtverečních kilometrů a v roce 2010 v něm žilo přibližně 1,2 miliónu lidí. Jedná se o významné obchodní středisko.